# Baritină
Baritina este un mineral răspândit (sulfat de bariu – BaSO4), din clasa sulfaților anhidri. Cristalizează în sistemul ortorombic. Are un habitus prismatic, frecvent tabular. Formula chimică: BaSO4. Culoarea este variabilă (albă, cenușie, roșiatică, gălbuie, brună până la negru). Variațiile de culoare indică conținutul în impurități al cristalului. Din punct de vedere chimic este un sulfat de bariu, o sare a acidului sufuric cu bariul, care explică densitatea mare de 4,5 g/cm³, de unde și denumirea greacă (barys = greu). Duritatea este de 3-3,5 pe scara Mohs.

## Răspândire
Este un mineral format pe cale hidrotermală sau sedimentară, fiind frecvent însoțit de fluorit, calcit, cinabru. Baritina apare la Freiberg, Halsbrücke, Pöhla (Harz), zona Lahn-Dill și Thüringer Wald în Germania, Alston Moor, Cumbria, Frizington și Mowbray în Anglia, Baia Sprie și Cavnic in România, Banská Štiavnica în Slovacia, Dědova hora și Příbram în Cehia, Rusia, Georgia, Kazahstan, Mexic, Peru, Canada, Grecia, Italia, Marea Britanie, Franța, ca și la Elk Creek/South Dakota în SUA.

## Utilizare

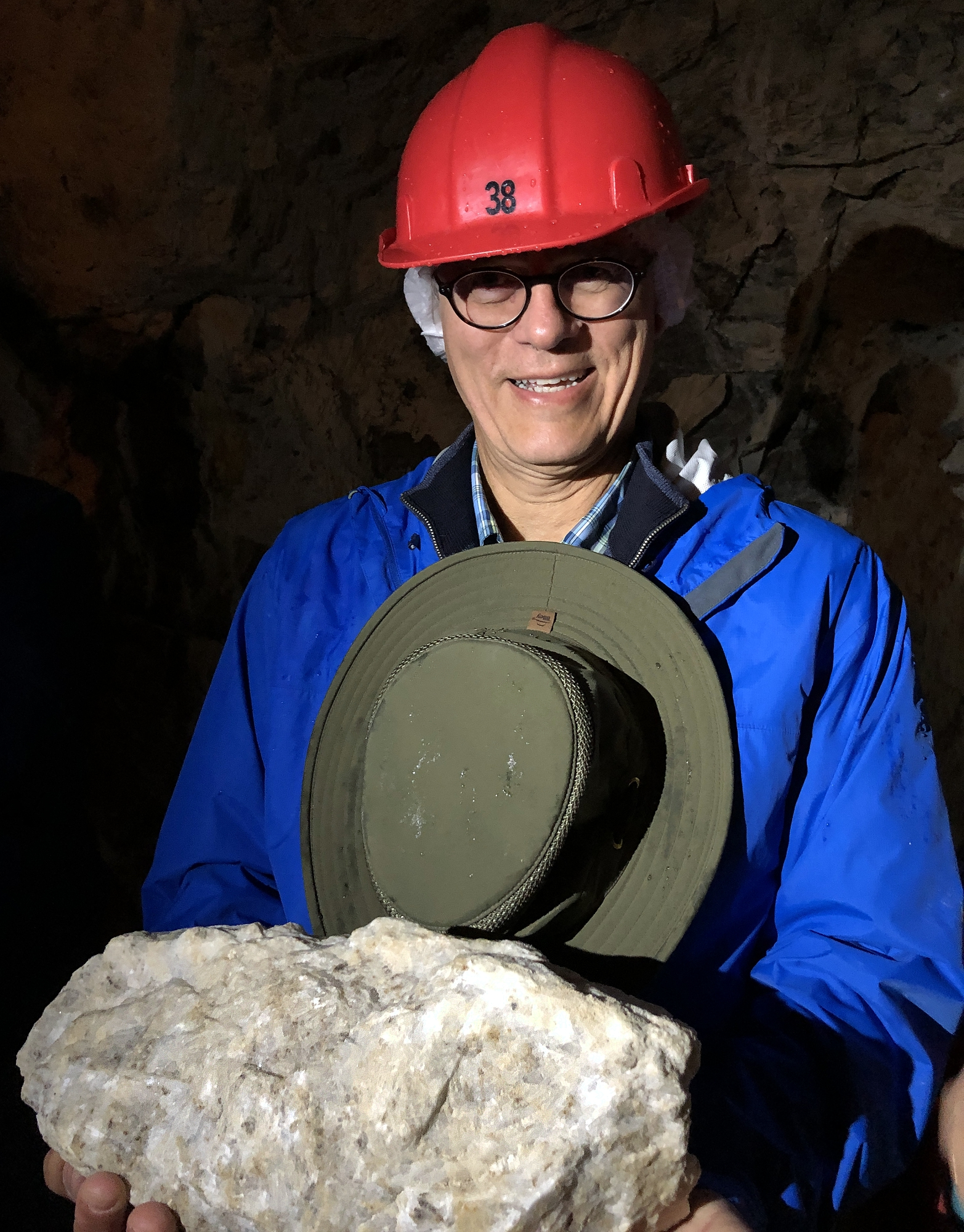
Eșantion de baritină dintr-o mină de baritină din Italia

Baritina este folosită ca înlocuitor al lichidului de sondă, de exemplu la forajele de obținere a țițeiului (baritina stabilizează gaura de foraj). El se mai folosește la fabricarea vopselelor, ca material de umplutură în industria hârtiei și a cauciucului, la obținerea sărurilor de bariu.
Alte utilizări:
- pigment alb (alb de baritină)
- producerea betonului greu
- substanță de contrast în radiografia gastrică
- extragerea elementului bariu
- producerea hârtiei fotografice

Ca piatră semiprețioasă este rar folosită, datorită durității mici și clivajului accentuat.